# (2107) Ilmari
(2107) Ilmari est un astéroïde de la ceinture principale.

## Description
(2107) Ilmari est un astéroïde de la ceinture principale. Il fut découvert le 12 novembre 1941 à Turku par Liisi Oterma. Il présente une orbite caractérisée par un demi-grand axe de 2,63 UA, une excentricité de 0,08 et une inclinaison de 8,8° par rapport à l'écliptique.

## Compléments